# Corona de Carlemany

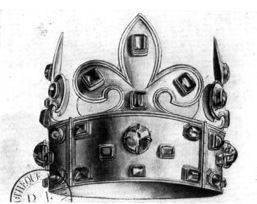
Corona del Tresor de Saint-Denys per Bernard de Montfaucon. Segle XVIII

Les corones de Carlemany fan referència a dues corones que servien per la coronació de reis i reines de França. La destrucció de la corona del rei va fer recórrer a la de la reina, fins i tot per a la coronació del rei. Les corones eren part de la regalia del Regne de França, la primera va desaparèixer l'any 1590, fosa pels membres de la Lliga, i la segona va ser destruïda el 1793, després de la Revolució Francesa.

## Història

### Orígens de les corones i de les seves joies
Cap document permet saber amb exactitud quan van ser creades les dues corones, o fins i tot si es tracta realment d'un parell de corones o dues peces similars, una de les quals hauria estat una còpia posterior de l'altra.
Segons Bernard Morel, donada la importància de la quantitat de gemes i la seva grandària, les corones només es podien fer després del retorn de la Tercera Croada, en la què Felip August havia participat. De fet, en aquella època només l'Orient podia proporcionar pedres d'aquesta mida, sent aquest tipus de pedres poc freqüents a Europa. Hauria estat impossible per al rei, abans de la croada, fer dues corones tan riques en joies, sobretot en pedres precioses de diferents tipus.

### Les corones al fil del temps

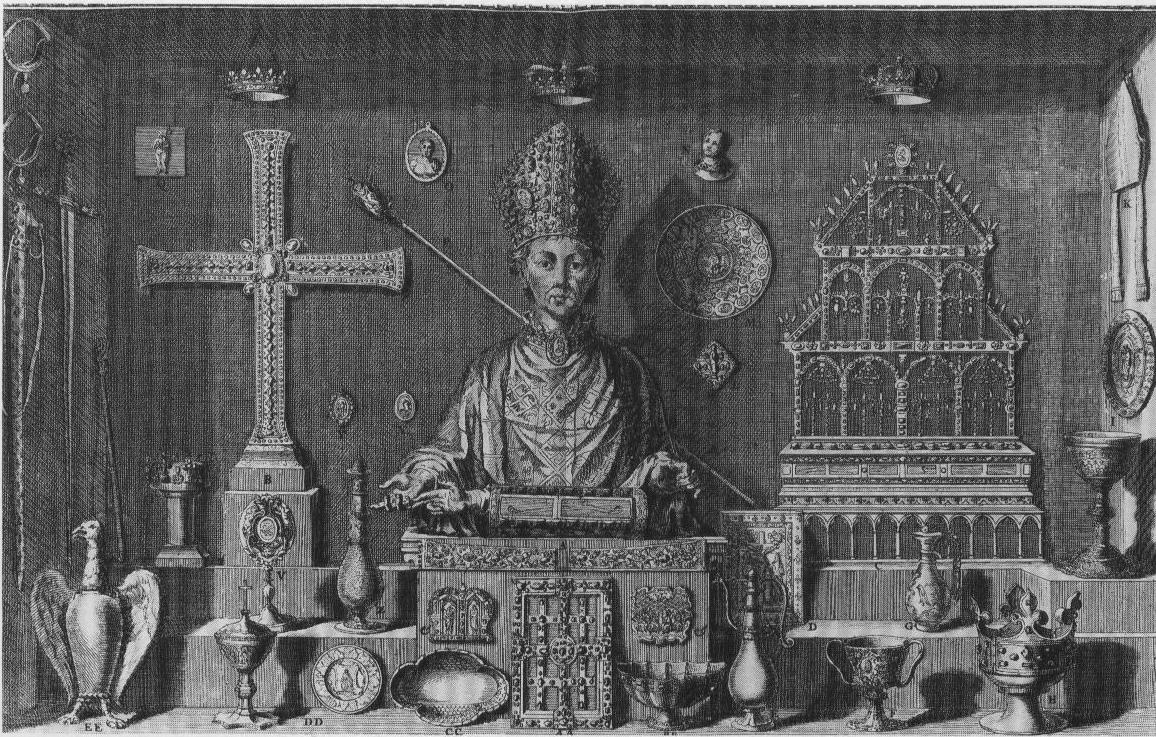
Un dels gabinets de tresors de Saint-Denis amb la corona de Carlemany a la part inferior dreta - Gravat de Dom Félibien, 1706

El 14 d'agost de 1193, el rei Felip August es va casar en segones noces amb Ingeborg de Dinamarca. L'endemà ella va ser consagrada; per a l'ocasió el rei portà corona. El 1223, el rei llegava per un testament (conservat a l'abadia) la seva corona i la de la reina al tresor de Sant-Denis. Poc després Lluís VIII i Blanca de Castella van ser coronats a Reims amb aquestes dues corones. El rei no respectà els desitjos del seu pare i decidí per recuperar les dues corones per una gran suma de diners. El 1226, Lluís IX ascendí al tron. El 1261, aquest últim va decidir tornar definitivament a l'abadia de Saint-Denis les dues corones indicant per un text que es feien per a la coronació de reis i reines i que els dies de festa solemne quedarien suspeses per cadenes per sobre de l'altar. Així, aquestes dues corones es van integrar al tresor de l'església. Tots els reis i les reines fins a Enric III serien coronats amb aquestes corones, amb l'excepció de Joan II que s'havia coronat amb la santa corona i Carles VII que no disposava del tresor en el moment en què Joana d'Arc el va portar Reims.
El 1590, els ducs de Mayenne i Nemours va prendre la corona i la van fondre per obtenir diners i finançar la Lliga Catòlica. Posteriorment, era la corona de la reina, gairebé idèntica, la que servia per a les coronacions. Aquestes dues corones posteriorment eren anomenades "corones de Carlemany".

## Descripció
L'inventari del tresor de 1534 dona una descripció precisa. Les corones eren semblants, l'inventari insisteix en la seva gran semblança:
«Corona qua Rex Francorum coronatur (...) Corona qua regina coronatur, predicte similis»

### Les corones
Les corones eren d'or massís, la del rei pesava amb totes les pedres del bonet i les cadenes de plata prop de quatre quilograms. Estaven compostes d'una banda ampla amb quatre acobladors, és a dir 4 plaques rectangulars connectades per sistemes de frontisses que formaven el cercle de base. Cadascuna de les quatre plaques rectangulars estava coronat per un lliri gran i elegant, la forma és conegut per nosaltres en detall de la junta de Félibien i una aquarel·la de Montfaucon.
El cercle i els florons sumaven 48 pedres precioses distribuïdes com a tals: 16 robins (spinels), 16 maragdes i 16 safirs. Cada element (una placa i un floró) estava decorat de la mateixa manera. Tres robins subratllaven els lòbuls de la flor de lis, la base de la qual estava decorada amb una maragda. Quatre safirs marcaven els angles de cada acoblador (placa rectangular) en el centre del qual havia un robí flanquejat per dues maragdes, una tercera maragda se situava igualment a sota.
Les corones eren idèntiques en aparença, la de la reina, però, era una mica més petita, més lleugera, i les joies que la adornaven eren més primes i menys regulars.

### El bonet
La corona del rei tenia una còfia interna cònica, coronada per un robí de 200 quirats i decorada amb 112 perles. Va ser el rei Joan II qui originalment va fer aquest tocat de vellut carmesí.
La còfia estava adornada amb 12 grups de 9 perles en roseta; a la part superior d'un pilar quadrat hi havia el robí. El coll del pilar s'adjunta a la tapa amb 4 bandes d'or fixades per altres 4 perles, formant una creu. Una inscripció en el perímetre del pilar recordava qui era el donant de la pedra:
SI HIC PULCHRAE CITUATUS EST FRANCORUM REGE JOHANNE DATUS IN MEDIO FLORUM LAPIS
El 1547, Enric II refé un nou bonet de vellut folrat amb setí.